# En descendant le Mississipi
 (avril 2021).
Si vous disposez d'ouvrages ou d'articles de référence ou si vous connaissez des sites web de qualité traitant du thème abordé ici, merci de compléter l'article en donnant les références utiles à sa vérifiabilité et en les liant à la section « Notes et références ».
Pour plus de détails, voir Fiche technique et Distribution.
En descendant le Mississipi (Mississippi Hare) est un court métrage d'animation de la série américaine Looney Tunes, réalisé par Chuck Jones et sorti le 26 février 1949, qui met en scène Bugs Bunny.